# سی و دومین مراسم گلدن گلوب
۳۲مین مراسم گلدن گلوب برای ارج نهادن به بهترین فیلم و شوی تلویزیونی سال ۱۹۷۴ در ۲۵ ژانویه سال ۱۹۷۵ برگزار شد
جک نیکلسون اولین گلدن گلوب خود را دریافت کرد، وی تا سال ۲۰۰۲ پنج بار دیگر موفق به دریافت گوی زرین می‌شود و یکی از موفق‌ترین بازیگران مرد در مراسم گلدن گلوب هست. رومن پولانسکی برنده بهترین کارگردانی برای فیلم محله چینی‌ها شد.

## برندگان و نامزدها
The winners are first and in bold followed by the rest of the nominees.

### سینمایی
| بهترین فیلم | بهترین فیلم |
| جایزه گلدن گلوب بهترین فیلم – درام | جایزه گلدن گلوب بهترین فیلم – موزیکال یا کمدی |
| --- | --- |
| - محله چینی‌ها (فیلم ۱۹۷۴) - مکالمه (فیلم) - زمین‌لرزه (فیلم ۱۹۷۴) - پدرخوانده: قسمت دوم - زنی تحت تأثیر | - طولانی‌ترین فاصله (فیلم ۱۹۷۴) - صفحه اول (فیلم ۱۹۷۴) - هری و تونتو - شازده کوچولو (فیلم ۱۹۷۴) - سه تفنگدار (فیلم ۱۹۷۳) |
| بهترین اجرا در یک Motion Picture – Drama | |
| جایزه گلدن گلوب بهترین بازیگر مرد – فیلم درام | جایزه گلدن گلوب بهترین بازیگر زن – فیلم درام |
| - جک نیکلسون – محله چینی‌ها (فیلم ۱۹۷۴) در نقش J.J. "Jake" Gittes - جیمز کان – قمارباز (فیلم ۱۹۷۴) در نقش Axel Freed - جین هکمن – مکالمه (فیلم) در نقش Harry Caul - داستین هافمن – لنی (فیلم) در نقش لنی بروس - آل پاچینو – پدرخوانده: قسمت دوم در نقش مایکل کورلئونه                                  | - جنا رولندز – زنی تحت تأثیر در نقش Mabel Longhetti - الن برستین – آلیس دیگر اینجا زندگی نمی‌کند در نقش Alice Hyatt - فی داناوی – محله چینی‌ها (فیلم ۱۹۷۴) در نقش Evelyn Cross Mulwray - ولری پرین – لنی (فیلم) در نقش Honey Bruce - لیو اولمان – صحنه‌هایی از یک ازدواج در نقش Marianne                                              |
| بهترین اجرا در یک Motion Picture – Comedy or Musical | |
| جایزه گلدن گلوب بهترین بازیگر مرد – فیلم موزیکال یا کمدی | جایزه گلدن گلوب بهترین بازیگر زن – فیلم موزیکال یا کمدی |
| - آرت کارنی – هری و تونتو در نقش Harry Coombes - جیمز ارل جونز – کلودین (فیلم) در نقش Rupert Marshall - جک لمون – صفحه اول (فیلم ۱۹۷۴) در نقش Hildy Johnson - والتر ماتائو – صفحه اول (فیلم ۱۹۷۴) در نقش Walter Burns - برت رینولدز – طولانی‌ترین فاصله (فیلم ۱۹۷۴) در نقش Paul "Wrecking" Crewe       | - راکل ولچ – سه تفنگدار (فیلم ۱۹۷۳) در نقش Constance Bonacieux - لوسیل بال – Mame در نقش Mame Dennis - داین کارول – کلودین (فیلم) در نقش Claudine - هلن هیز – هربی دوباره می‌تازد در نقش Grandma Steinmetz - کلوریس لیچمن – فرانکنشتاین جوان در نقش Frau Blücher                                                                    |
| Best Supporting Performance in a Motion Picture – Drama, Comedy or Musical | |
| جایزه گلدن گلوب بهترین بازیگر نقش مکمل مرد | جایزه گلدن گلوب بهترین بازیگر نقش مکمل زن |
| - فرد آستر – آسمانخراش جهنمی در نقش Harlee Claiborne - ادی آلبرت – طولانی‌ترین فاصله (فیلم ۱۹۷۴) در نقش Warden Hazen - بروس درن – گتسبی بزرگ (فیلم ۱۹۷۴) در نقش Tom Buchanan - جان هیوستون – محله چینی‌ها (فیلم ۱۹۷۴) در نقش Noah Cross - سم واترستون – گتسبی بزرگ (فیلم ۱۹۷۴) در نقش Nick Carraway     | - کرن بلک – گتسبی بزرگ (فیلم ۱۹۷۴) در نقش Myrtle Wilson - بیتریس آرتور – Mame در نقش Vera Charles - جنیفر جونز – آسمانخراش جهنمی در نقش Lisolette Mueller - مدلین کان – فرانکنشتاین جوان در نقش Elizabeth - داین لد – آلیس دیگر اینجا زندگی نمی‌کند در نقش Flo Castleberry                                                          |
| Other | |
| جایزه گلدن گلوب بهترین کارگردانی | جایزه گلدن گلوب بهترین فیلم‌نامه |
| - رومن پولانسکی – محله چینی‌ها (فیلم ۱۹۷۴) - جان کاساوتیس – زنی تحت تأثیر - فرانسیس فورد کوپولا – مکالمه (فیلم) - فرانسیس فورد کوپولا – پدرخوانده: قسمت دوم - باب فاسی – لنی (فیلم) | - محله چینی‌ها (فیلم ۱۹۷۴) – رابرت تاون - مکالمه (فیلم) – فرانسیس فورد کوپولا - پدرخوانده: قسمت دوم – فرانسیس فورد کوپولا and ماریو پوزو - آسمانخراش جهنمی – استرلینگ سیلیفنت - زنی تحت تأثیر – جان کاساوتیس |
| جایزه گلدن گلوب بهترین موسیقی | جایزه گلدن گلوب بهترین ترانه غیراقتباسی |
| - شازده کوچولو (فیلم ۱۹۷۴) – آلن جی لرنر and فردریک لووه - محله چینی‌ها (فیلم ۱۹۷۴) – جری گلدسمیت - زمین‌لرزه (فیلم ۱۹۷۴) – جان ویلیامز - پدرخوانده: قسمت دوم – کارمینه کوپولا (آهنگساز) - شبح بهشت – پال ویلیامز (ترانه‌سرا)                                                                            | - "I Feel Love" (Euel Box, Betty Box) – Benji - "I Never Met a Rose" (Frederick Loewe, Alan Jay Lerner) – شازده کوچولو (فیلم ۱۹۷۴) - "On and On" (کورتیس می‌فیلد) – کلودین (فیلم) - "Sail the Summer Winds" (جان بری، دان بلک) – کبوتر (فیلم ۱۹۷۴) - "We May Never Love Like This Again" (ال کاشا، جوئل هیرش‌هورن) – آسمانخراش جهنمی |
| جایزه گلدن گلوب بهترین فیلم غیر انگلیسی‌زبان | Best Documentary Film |
| - صحنه‌هایی از یک ازدواج (سوئد) - ماجراهای دیوانه‌وار خاخام جیکوب (فرانسه) - آمارکورد (ایتالیا) - کارآموزی دادی کراویتز (کانادا) - لاکومب، لوسین (فرانسه) | - Animals Are Beautiful People - Birds Do It, Bees Do It - قلب‌ها و ذهن‌ها - I Am a Dancer - Janis |
| New Star of the Year – Actor | New Star of the Year – Actress |
| - جوزف باتمز – کبوتر (فیلم ۱۹۷۴) در نقش Robin Lee Graham - James Hampton – طولانی‌ترین فاصله (فیلم ۱۹۷۴) در نقش James "Caretaker" Farrell - لی استراسبرگ – پدرخوانده: قسمت دوم در نقش هایمن روث - Steven Warner – شازده کوچولو (فیلم ۱۹۷۴) - سم واترستون – گتسبی بزرگ (فیلم ۱۹۷۴) در نقش Nick Carraway | - سوزان فلانری – آسمانخراش جهنمی در نقش Lorrie - Julie Gholson – Where the Lilies Bloom در نقش Mary Call - ولری هارپر – Freebie and the Bean در نقش Consuelo - هلن ردی – فرودگاه ۱۹۷۵ در نقش Sister Ruth - Ann Turkel – ۹۹ و ۴۴/۱۰۰ مرده در نقش Buffy                                                                              |

### مجموعه تلویزیونی

#### جایزه گلدن گلوب بهترین مجموعه تلویزیونی – درام
Upstairs, Downstairs
- ستوان کلمبو
- کوجک (مجموعه تلویزیونی)
- Police Story
- خیابان‌های سان‌فرانسیسکو
- خانواده والتون (مجموعه تلویزیونی)

#### جایزه گلدن گلوب بهترین مجموعه تلویزیونی – موزیکال یا کمدی
Rhoda
- همگی در خانواده
- The Carol Burnett Show
- The Mary Tyler Moore Show
- Maude

#### جایزه گلدن گلوب بهترین بازیگر مرد – مجموعه تلویزیونی درام
تلی ساوالاس – کوجک (مجموعه تلویزیونی)
- مایک کانرز – Mannix
- مایکل داگلاس – خیابان‌های سان‌فرانسیسکو
- پیتر فالک – ستوان کلمبو
- ریچارد توماس (هنرپیشه) – خانواده والتون (مجموعه تلویزیونی)

#### جایزه گلدن گلوب بهترین بازیگر زن – مجموعه تلویزیونی درام
انجی دیکینسون – Police Woman
- ترزا گراوس – کریستی لاو را خبر کن!
- مایکل لرنید – خانواده والتون (مجموعه تلویزیونی)
- جین مارش – Upstairs, Downstairs
- Emily McLaughlin – بیمارستان عمومی
- لی مری‌وثر – Barnaby Jones

#### جایزه گلدن گلوب بهترین بازیگر مرد – مجموعه تلویزیونی موزیکال یا کمدی
آلن آلدا – M*A*S*H
- اد اسنر – مری تایلر مور
- رد فاکس – Sanford and Son
- باب نیوهارت – The Bob Newhart Show
- کرول اوکانر – همگی در خانواده

#### جایزه گلدن گلوب بهترین بازیگر زن – مجموعه تلویزیونی موزیکال یا کمدی
ولری هارپر – Rhoda
- کارول برنت – The Carol Burnett Show
- مری تایلر مور – The Mary Tyler Moore Show
- استر رول – Good Times
- جین استیپلتون – همگی در خانواده

#### جایزه گلدن گلوب بهترین بازیگر نقش مکمل مرد – سریال، سریال کوتاه یا فیلم تلویزیونی
هاروی کورمن – The Carol Burnett Show 
- ویل گیر – خانواده والتون (مجموعه تلویزیونی)
- گوین مکلئود – The Mary Tyler Moore Show
- Whitman Mayo – Sanford and Son
- جیمی واکر (بازیگر) – Good Times

#### جایزه گلدن گلوب بهترین بازیگر نقش مکمل زن – سریال، سریال کوتاه یا فیلم تلویزیونی
بتی گرت – همگی در خانواده
- الن کوربی – خانواده والتون (مجموعه تلویزیونی)
- جولی کاونر – Rhoda
- ویکی لارنس – The Carol Burnett Show
- نانسی واکر – مک‌میلان و همسرش